# Final Call
Final Call (engelska: Cellular) är en amerikansk långfilm från 2004 i regi av David R. Ellis.

## Handling
Biologilärarinnan Jessica Martin (Kim Basinger) ringer i panik till dagdrivaren Ryan (Chris Evans) och säger att hon har blivit kidnappad under pistolhot. Han förvandlas till hennes livlina trots att han inte har en aning om vem den främmande kvinnan är. Nu är det upp till honom att förhindra att kidnapparna för bort hennes barn och att rädda henne innan kidnapparna återvänder för att döda henne. Men hon har ingen aning om var hon är, och dålig mottagning och svaga mobilbatterier försvårar för Ryans räddningsaktion.

## Rollista
- Kim Basinger - Jessica Martin
- Chris Evans - Ryan
- Eddie Driscoll - Crewcut Officer
- Eric Christian - Chad
- Jessica Biel - Chloe
- Richard Burgi - Craig Martin
- Valerie Cruz - Dana Bayback
- Jason Statham - Ethan
- William H. Macy - sergeant Bob Mooney